# Dinamita (sèrie de TV)

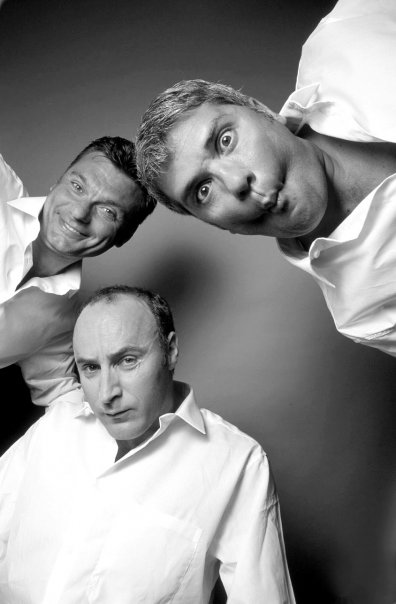
Imatge dels tres components de Tricicle

Dinamita és una sèrie de televisió produïda per TV3 i el grup Trivideo, format pels membres del grup teatral El Tricicle i la productora Ovideo TV. Es va emetre entre els anys 2000 i 2004, amb un total de 52 capítols. Tenia un humor molt característic basat en els esquetxos de gags curts i de caràcter surrealista. Tenia influències de l'humor anglès i va suposar un canvi en els projectes del Tricicle als que estem acostumats.
La plantilla d'actors era de qualitat i repetien gairebé tots els personatges. Destacava la presència dels propis membres del Tricicle (abandonant el seu habitual mutisme), l'actriu Vicenta N'Dongo i el popular doblador de la sèrie Bola de Drac, Vicenç Domènech, que feia la veu del Follet Tortuga. A més, comptava amb la presència d'altres actors catalans com Ricard Borràs, Carles Heredia, Toni González, Cati Solivellas, Mia Esteve i Lluís Marco.

## Temàtica
Pel que fa als capítols, aquests tenien una durada de 25 minuts aproximadament. Tots els esquetxos estaven enllaçats entre si per una temàtica comuna, com per exemple, deixar de fumar, Els personatges rares vegades es repetien. N'hi havia alguns que apareixien de manera esporàdica en alguns capítols: la reportera Adriana Puntí, la redactora del telenotícies, el taxista o el quiosquer. I d'altres apareixien cada capítol amb secció pròpia, com el Dr. Perquè (Lluís Marco), que sempre apareixia al final de cada capítol i ens havia d'explicar alguna curiositat sobre algun tema de la vida quotidiana que ens fes reflexionar. De fet, la frase amb la qual acabava cada capítol era: "Reflexionem-hi, si us plau, reflexionem-hi!".  D'altra banda, la intenció dels seus creadors des dels inicis de la sèrie era la de fer veure als espectadors situacions de la vida quotidiana, alhora que els feien reflexionar sobre el ritme que portava la societat actual.

## Inicis
Dinamita va arrencar el 16 de febrer del 2000, i ho va fer amb resultats bastant positius, ja que va aconseguir una audiència d'1.164.000 espectadors. Des d'aquell moment i fins al mes de maig, es van fer 13 capítols, aconseguint un total de 739.000 espectadors i una quota de pantalla del 27,8% al final de la primera temporada.
La segona temporada de la sèrie es va estrenar el 31 de gener del 2001, amb una audiència de 800.000 espectadors, i ho va fer amb lleugers canvis en l'estructura de la sèrie. Per primera vegada, els esquetxos són més curts, i cada cop més escenes es graven en exteriors.

## Curiositats
- Un personatge habitual de la sèrie durant la primera temporada va ser Vicenç Domènech, el "savi", que apareixia en alguns esquetxos amb aquesta frase: "Nens! Us diré dues coses que us canviaran la vida. La primera!... Ara no me'n recordo. Adéu!". Va morir poc després que es gravés la primera temporada, fruit d'una relliscada, que li va provocar un traumatisme. De fet, en el primer capítol de la segona temporada se li fa un petit homenatge a la seva figura i es revelen, finalment, quines eren "les dues coses que ens havien de canviar la vida".[8]

- Cal destacar que aquesta va ser la primera sèrie de televisió en la qual vam sentir parlar als membres del Tricicle, ja que en produccions televisives anteriors com Tres Estrelles o Xoooof! no hi havia diàlegs.[5]

- L'estiu del 2004, Telecinco va comprar els drets de la sèrie per distribuir-la a nivell nacional, tot i que només en va emetre els deu primers capítols.[9]

- L'any 2004, donat l'èxit que va tenir aquesta sèrie, Tricicle va decidir fer un recull dels millors esquetxos de la sèrie i portar-los a una obra de teatre que ells mateixos van dirigir i que es va estrenar l'11 de novembre del mateix any al Teatre Victòria (Barcelona).[10][2]